# Westfalenpokal
Der Westfalenpokal (offizielle Bezeichnung: Krombacher Westfalenpokal) ist der Verbandspokalwettbewerb des Fußball- und Leichtathletik-Verbands Westfalen (FLVW). Der Wettbewerb wird seit 1981 ausgetragen. Seit 2014 qualifiziert sich der Sieger für die erste Hauptrunde des DFB-Pokals. Amtierender Titelträger ist Arminia Bielefeld. Rekordsieger mit neun Titeln ist der SC Paderborn 07.

## Modus
Am Westfalenpokal der Männer nehmen 64 Mannschaften teil. Automatisch qualifiziert sind die westfälischen Mannschaften, die in der Vorsaison in der 3. Liga bzw. der Regionalliga gespielt haben. Die restlichen Mannschaften qualifizierten sich über die Kreispokalwettbewerbe. Jeder Kreisverband schickt je nach Größe eine bis vier Mannschaften in den Westfalenpokal. Als Messgrundlage wird die Anzahl der dem Kreisverband angehörigen Vereine herangezogen. Dortmund als größter Kreisverband hat ein Kontingent von vier Plätzen. Zweite Mannschaften sind seit 2007 nicht mehr teilnahmeberechtigt.
Zur Saison 2014/15 traten neue Qualifikationsregularien in Kraft. Das Teilnehmerfeld bleibt unverändert bei 64 Mannschaften, wobei die westfälischen Dritt- und Regionalligisten automatisch qualifiziert sind. Neu ist, dass die Mannschaften, die in der Oberliga Westfalen die Plätze eins bis sechs belegt haben, sowie die Meister der zwei Westfalenligastaffeln, der vier Landesligastaffeln und der zwölf Bezirksligastaffeln ebenfalls qualifiziert sind. Dazu kommen die 30 Kreispokalsieger. Die verbleibenden Plätze gehen in die Kreise, die die meisten Herrenmannschaften im Spielbetrieb der Kreisligen melden.
Der Westfalenpokal wird im K.-o.-System ausgetragen. In jeder Runde gibt es ein Spiel. Wenn es in einem Spiel nach 90 Minuten unentschieden steht, geht es direkt ins Elfmeterschießen. Eine Verlängerung gibt es nicht. Die Partien der ersten Runde werden ausgelost, der weitere Spielbetrieb erfolgt nach einer Setzliste. Bei den Spielen auf Kreisebene und der ersten und zweiten Runde auf Verbandsebene hat die klassenniedrigere Mannschaft Heimrecht. In den weiteren Runden auf Verbandsebene haben lediglich die Kreisligamannschaften immer Heimrecht. Spielen zwei Mannschaften aus der gleichen Ligenebene gegeneinander, hat die zuerst gezogene Mannschaft ein Heimspiel. Ab dem Halbfinale werden die Spielorte durch den Verband bestimmt.

## Bisherige Endspiele

### Frühere Austragungen
Bereits vor 1981 wurden Westfalenpokalwettbewerbe ausgetragen, über die jedoch nur sehr wenige Daten vorliegen. Folgende Pokalsieger sind bekannt:
- 1908: Arminia Bielefeld[4]
- 1932: Arminia Bielefeld (3:1 gegen den VfL Osnabrück)[4][5]
- 1933: Viktoria Recklinghausen (4:1 gegen den SC Münster 08)[6]
- 1943: FC Schalke 04
- 1944: FC Schalke 04

### Westfalenpokal seit 1981
| Jahr | Sieger                | Finalist                   | Ergebnis             |
| ---- | --------------------- | -------------------------- | -------------------- |
| 1982 | Rot-Weiß Lüdenscheid  | 1. FC Paderborn            | 2:0                  |
| 1983 | Rot-Weiß Lüdenscheid  | SC Herford                 | 2:0 n. V.            |
| 1984 | SC Herford            | 1. FC Paderborn            | 3:1                  |
| 1985 | TuS Paderborn-Neuhaus | 1. FC Achternberg          | 4:2                  |
| 1986 | DSC Wanne-Eickel      | FC Gütersloh               | 2:1                  |
| 1987 | SpVgg Erkenschwick    | Preußen Münster            | 2:1                  |
| 1988 | TBV Lemgo             | SV Ottfingen               | 4:1                  |
| 1989 | VfR Sölde             | FC Gütersloh               | 2:1                  |
| 1990 | ASC Schöppingen       | DSC Wanne-Eickel           | 5:0                  |
| 1991 | Arminia Bielefeld     | Borussia Dortmund Amateure | 6:1                  |
| 1992 | SC Verl               | SpVg Beckum                | 2:1                  |
| 1993 | SpVgg Erkenschwick    | Rot-Weiß Lüdenscheid       | 3:1                  |
| 1994 | TuS Paderborn-Neuhaus | FC Schalke 04 Amateure     | 4:2                  |
| 1995 | SpVg Beckum           | SpVgg Erkenschwick         | 0:0 n. V., 4:2 i. E. |
| 1996 | TuS Paderborn-Neuhaus | SpVgg Erkenschwick         | 4:1                  |
| 1997 | Preußen Münster       | TSG Dülmen                 | 4:1                  |
| 1998 | LR Ahlen              | Preußen Münster            | 2:1                  |
| 1999 | SC Verl               | SC Paderborn 07            | 2:1                  |
| 2000 | SC Paderborn 07       | SG Wattenscheid 09         | 2:0                  |
| 2001 | SC Paderborn 07       | FC Schalke 04 Amateure     | 2:1                  |
| 2002 | SC Paderborn 07       | Sportfreunde Siegen        | 3:1                  |
| 2003 | FC Eintracht Rheine   | Sportfreunde Siegen        | 2:1                  |
| 2004 | SC Paderborn 07       | SG Wattenscheid 09         | 3:2                  |
| 2005 | Sportfreunde Siegen   | VfL Bochum Amateure        | 0:0 n. V., 5:3 i. E. |
| 2006 | Westfalia Herne       | Delbrücker SC              | 6:4                  |
| 2007 | SC Verl               | Rot Weiss Ahlen            | 4:2                  |
| 2008 | Preußen Münster       | VfB Fichte Bielefeld       | 3:0 n. V.            |
| 2009 | Preußen Münster       | Sportfreunde Lotte         | 3:1 n. V.            |
| 2010 | Preußen Münster       | SC Verl                    | 4:1                  |
| 2011 | SC Wiedenbrück 2000   | Rot Weiss Ahlen            | 3:1                  |
| 2012 | Arminia Bielefeld     | Preußen Münster            | 2:0                  |
| 2013 | Arminia Bielefeld     | SC Wiedenbrück 2000        | 3:1                  |
| 2014 | Preußen Münster       | Sportfreunde Siegen        | 3:0                  |
| 2015 | Sportfreunde Lotte    | SC Verl                    | 0:0 n. V., 4:3 i. E. |
| 2016 | SG Wattenscheid 09    | Rot Weiss Ahlen            | 3:0                  |
| 2017 | SC Paderborn 07       | Sportfreunde Lotte         | 3:1                  |
| 2018 | SC Paderborn 07       | TuS Erndtebrück            | 4:2                  |
| 2019 | SV Rödinghausen       | SC Wiedenbrück             | 2:1                  |
| 2020 | RSV Meinerzhagen      | SV Schermbeck              | 2:0                  |
| 2021 | Preußen Münster       | Sportfreunde Lotte         | 1:0                  |
| 2022 | SV Rödinghausen       | Preußen Münster            | 1:1, 3:2 i. E.       |
| 2023 | FC Gütersloh          | SpVgg Erkenschwick         | 0:0, 4:3 i. E.       |
| 2024 | Arminia Bielefeld     | SC Verl                    | 3:1                  |
| 2025 | Arminia Bielefeld     | Sportfreunde Lotte         | 2:0                  |

## Rangliste
| Rang | Verein               | Siege | Jahr                                                       |
| ---- | -------------------- | ----- | ---------------------------------------------------------- |
| 1    | SC Paderborn 07      | 9     | 1985 A, 1994 A, 1996 A, 2000, 2001, 2002, 2004, 2017, 2018 |
| 2    | Preußen Münster      | 6     | 1997, 2008, 2009, 2010, 2014, 2021                         |
| 3    | Arminia Bielefeld    | 5     | 1991, 2012, 2013, 2024, 2025                               |
| 4    | SC Verl              | 3     | 1992, 1999, 2007                                           |
| 5    | SpVgg Erkenschwick   | 2     | 1987, 1993                                                 |
| 5    | Rot-Weiß Lüdenscheid | 2     | 1982, 1983                                                 |
| 5    | SV Rödinghausen      | 2     | 2019, 2022                                                 |
| 8    | Rot Weiss Ahlen      | 1     | 1998 B                                                     |
| 8    | SpVg Beckum          | 1     | 1995                                                       |
| 8    | FC Gütersloh         | 1     | 2023                                                       |
| 8    | SC Herford           | 1     | 1984                                                       |
| 8    | Westfalia Herne      | 1     | 2006                                                       |
| 8    | TBV Lemgo            | 1     | 1988                                                       |
| 8    | Sportfreunde Lotte   | 1     | 2015                                                       |
| 8    | RSV Meinerzhagen     | 1     | 2020                                                       |
| 8    | FC Eintracht Rheine  | 1     | 2003                                                       |
| 8    | ASC Schöppingen      | 1     | 1990                                                       |
| 8    | Sportfreunde Siegen  | 1     | 2005                                                       |
| 8    | VfR Sölde            | 1     | 1989                                                       |
| 8    | DSC Wanne-Eickel     | 1     | 1986                                                       |
| 8    | SG Wattenscheid 09   | 1     | 2016                                                       |
| 8    | SC Wiedenbrück       | 1     | 2011 C                                                     |

### Bemerkenswertes
Beim Finale am 8. Juli 2012 in der SchücoArena zwischen Arminia Bielefeld und Preußen Münster wurde mit 11.778 Zuschauern ein Zuschauerrekord für diesen Wettbewerb aufgestellt. Dieser Rekord wurde am 23. März 2024 gebrochen. Im Halbfinale – ebenfalls in der SchücoArena zwischen Arminia Bielefeld und Preußen Münster – siegten die Arminen mit 4:3 im Elfmeterschießen, nach einem 1:1 in der regulären Spielzeit. Die Zuschauerzahl betrug 18.173. Im Finale desselben Jahres, das zwischen Arminia Bielefeld und dem SC Verl in der SchücoArena stattfand, wurde dieser Rekord erneut gebrochen und auf 24.062 erhöht.